# Mind How You Go
Mind How You Go è un album della cantante inglese Skye Edwards, pubblicato nel 2006. È il suo album di debutto come solista, dopo l'esperienza di front-woman nella band Morcheeba.

## Tracce
1. Love Show (Skye Edwards, Gary Clark) – 4:03
2. Stop Complaining (Edwards, Patrick Leonard) – 3:37
3. Solitary (Edwards, Leonard, Steve Gordon) – 4:55
4. Calling (Edwards, Gordon, Leonard) – 5:23
5. What's Wrong With Me? (Edwards, Leonard) – 3:37
6. No Other (Edwards, Gordon, Pascal Gabriel) – 4:04
7. Tell Me About Your Day (Edwards, Leonard) – 4:00
8. All the Promises (Edwards, Leonard, Gordon) – 4:08
9. Powerful (Edwards, Gary Clark) – 4:43
10. Say Amen (Edwards, Gordon, Leonard) – 4:31
11. Jamaica Days (Edwards, Daniel Lanois) – 4:24

## Classifiche
| Classifica (2006) | Posizione più alta |
| ----------------- | ------------------ |
| Italia            | 33                 |
| Francia           | 113                |
| Svizzera          | 19                 |